# قرار مجلس الأمن التابع للأمم المتحدة رقم 824
قرار مجلس الأمن التابع للأمم المتحدة رقم 824 هُو قرار اتخذ بالإجماع في 6 مايو 1993، بعد النظر في تقرير الأمين العام للأمم المتحدة بطرس بطرس غالي عملاً بالقرار 819 (1993)، ناقش المجلس مُعاملة بعض المُدن والمناطق المحيطة بها في البوسنة والهرسك على أنها «مناطق آمنة».